# Roman Candio
Roman Candio (* 22. Januar 1935 in Murgenthal AG), heimatberechtigt in Zihlschlacht-Sitterdorf ist ein Schweizer Kunstmaler.

## Leben
Roman Candio wuchs in Fulenbach, 10 km südwestlich von Olten auf. Ein früher Einfluss war der Zeichenunterricht beim Farbtheoretiker Jacob Weder in Langenthal. Er besuchte zunächst das Lehrerseminar und arbeitete bis 1958 als Primarschullehrer, entschloss sich dann für die Künstlerlaufbahn. Von 1958 bis 1959 besuchte er an der Kunstgewerbeschule Luzern den Unterricht von Werner Andermatt. Von 1959 bis 1960 war er an der staatlichen Kunstakademie Düsseldorf Schüler von Georg Meistermann. Danach half er dem Kirchenmaler Ferdinand Gehr bei der Ausführung grosser Wand- und Deckengemälde.  Nach Studienaufenthalten in Italien liess er sich 1961 in Solothurn nieder.

## Wirken

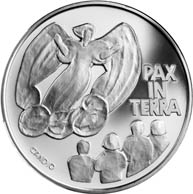
Schweizer Gedenkmünze aus dem Jahr 2000, von Roman Candio gestaltet

Neben den freien Werken entstanden seit Mitte der 60er Jahre über 50 Arbeiten im öffentlichen Raum: farbige Fenster, Wand- und Deckenmalereien, Bildteppiche und Wandreliefs für Kirchen, Spitäler, Verwaltungsgebäude und Schulen. 1968 erhielt Candio den Förderpreis des Kantons Solothurn. Seit 1970 malt er hauptsächlich Blumen- und Landschaftsbilder. In den Jahren 1988, 1993 und 2005 stellte er im Kunstmuseum Solothurn aus. 1991 erhielt er für sein malerisches Schaffen und für seine Arbeiten im Bereich der Kunst am Bau den Kunstpreis des Kantons Solothurn.